# Gitta Jønsson
Gitta Jønsson (5 de octubre de 1869 - 6 de marzo de 1950) fue una política del Partido Laborista noruego y defensora de los derechos de la mujer.

## Primeros años y personal
Jønsson nació en Tromsøysund, hija de Johan Widding Larsen Hagerup y Eline Marie Moe. Cuando era joven, trabajó como empleada doméstica en Tromsø y Kristiania, y finalmente dirigió una tienda de lácteos junto con su hermana. Se casó con el fabricante de sillas de montar Anders Jønsson en 1903 y se establecieron en Tromsø, donde él estableció un taller y ella abrió un café. Su hija Bengta Andrea se casó con el compositor Bjarne Amdahl.

## Carrera política
Jønsson se afilió al Partido Laborista en 1909 y fundó el Tromsø Arbeiderkvinneforening en 1911. Participando en la política local, fue elegida miembro del consejo ejecutivo de Tromsø de 1913 a 1925. Fue miembro de la junta directiva del Partido Laborista Noruego de 1923 a 1945, y presidió la sección del norte de Troms durante muchos años. Fue elegida diputada del Storting para el periodo 1934-1945.
Murió en Oslo el 6 de marzo de 1950, a los 80 años

## Literatura
- Skogheim, Dag (1978). Kvinner i nordnorsk arbeiderbevegelse: Gitta Jønsson.